# Agrostis inconspicua
Agrostis inconspicua är en gräsart som beskrevs av Gustav Kunze. Agrostis inconspicua ingår i släktet ven, och familjen gräs. Inga underarter finns listade i Catalogue of Life.